# 烏恰雷區

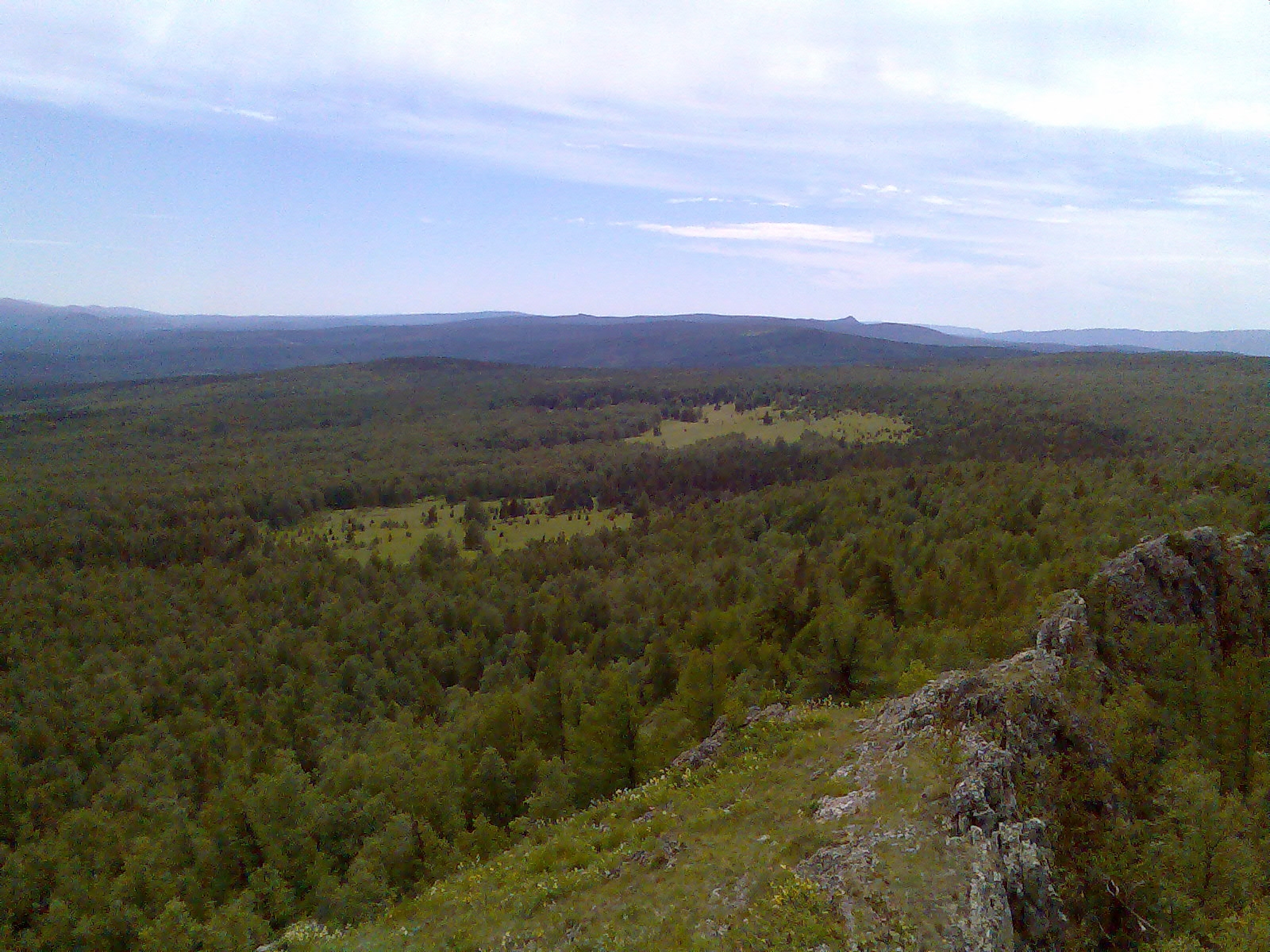

54°19′N 59°23′E / 54.317°N 59.383°E
烏恰雷區（俄语：Учалинский район），是俄羅斯的一個區，位於該國西南部，由巴什科爾托斯坦共和國負責管轄，始建於1930年，面積4,510平方公里，2010年人口35,480，人口密度每平方公里7.87人。